# Erich Mielke
Erich Fritz Emil Mielke, född 28 december 1907 i Berlin, död 21 maj 2000 i Berlin, var 1957–1989 minister för statssäkerhet, med generals grad, och var därmed chef för den östtyska säkerhetspolisen Stasi. Han var även ordförande i idrottsorganisationen SV Dynamo. Han dömdes 1993 till sex års fängelse för två polismord som hade begåtts 1931.

## Biografi
Efter att ha utbildat sig till speditionsköpman (Speditionskaufmann) och verkat som detta, arbetade Mielke som lokalreporter på den kommunistiska tidningen Rote Fahne 1928-1931. Han tillhörde samtidigt partiets egna skydd (Parteiselbstschutz). 9 augusti 1931 sköt han poliserna Paul Anlauf och Franz Lenck bakifrån på Bülowplatz i Berlin, ett attentat som planlagts av riksdagsmännen Walter Ulbricht, Heinz Neumann och Hans Kippenberger. Mielke flydde efter morden till Sovjetunionen medan den medskyldige Erich Ziemer och ytterligare två kommunister dömdes till döden och avrättades.
I Sovjetunionen fick Mielke militär utbildning och deltog i det spanska inbördeskriget 1936–1939 under täcknamnet Fritz Leissner i de internationella brigaderna. Efter spanska inbördeskrigets slut utgav han sig vara lettisk medborgare under namnet Richard Hebel och dolde sig under denna identitet i Belgien och Frankrike. Efter andra världskrigets slut återvände han till Berlin och blev chef för polisinspektionen i stadsdelen Lichtenberg. Han tilldelades också posten som ansvarig för polis och rättssystem i KPD:s centralkommitté. Från juli 1946 var han vicepresident för Deutsche Verwaltung des Innern, föregångaren till DDR:s inrikesministerium. I oktober 1949 utnämndes Mielke till ledare för Hauptverwaltung zum Schutz der Volkswirtschaft, föregångaren till Stasi.
I samband med grundandet av Stasi (Ministerium für Staatssicherheit (MfS)) i februari 1950 blev Wilhelm Zaisser chef och Erich Mielke hans ställföreträdare med rang av statssekreterare. Efter folkupproret i Östtyskland 17 juni 1953 avsattes Zaisser och Ernst Wollweber blev ny ledare. 1957 avskedade premiärminister Otto Grotewohl på Ulbrichts order Wollweber och utnämnde Mielke till Stasichef (Minister für Staatssicherheit), en roll han hade fram till 7 november 1989. 3 december 1989 uteslöts Mielke ur SED och 7 december 1989 sattes Mielke i häkte sedan han anklagats för "skada mot nationalekonomin" (Schädigung der Volkswirtschaft).
Stasi växte under Mielkes ledning och ansvar till att finnas överallt i det östtyska samhället. Ingen kunde vara säker på att slippa övervakning och att inte bli förrådd. 1989 hade Stasi runt 91 000 medarbetare och 173 000 informella medarbetare (IM). Mielke gav direkt order om flera mord, bland annat 1976 då Michael Gartenschläger sköts av ett specialkommando ur Stasi. Det har också spekulerats om Mielkes inblandning i fotbollsspelaren Lutz Eigendorfs mystiska död 1983. Eigendorf flydde till Västtyskland och lämnade då BFC Dynamo, klubben som ansågs vara Erich Mielkes favoritfotbollsklubb och som han var hedersordförande i. 
Efter murens fall dömdes Mielke för de två morden på Bülowplatz 1931 och ett mordförsök samma år. Han dömdes 1993 till sex års frihetsberövande. Hans hälsotillstånd gjorde att man inte dömde honom till fängelse. Han levde som pensionär i Wartenberg i Berlin och dog 21 maj 2000 på ett ålderdomshem i Berlin. Han ligger begravd i en anonym urngrav på Zentralfriedhof Friedrichsfelde i Berlin. Ända fram till sin död var han övertygad om att Berlinmurens och Östblockets fall bara var ett tillfälligt bakslag för kommunismen.

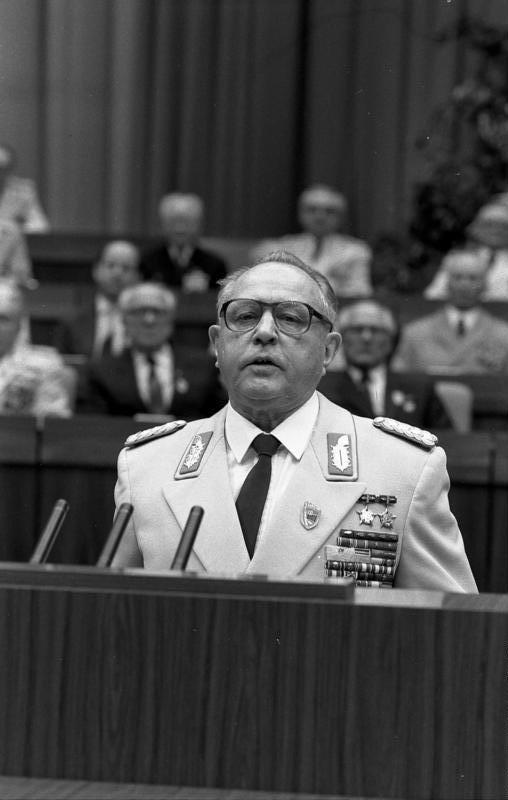
General Erich Mielke var chef för Stasi 1957–1989.
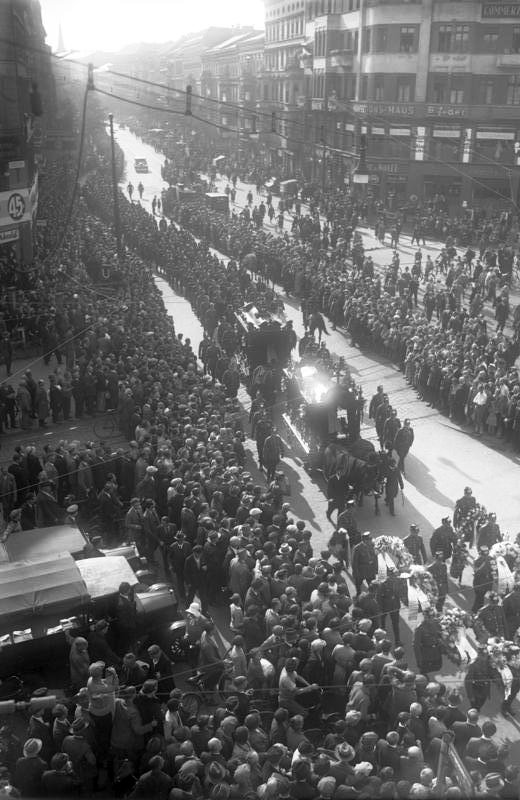
Begravningståget för Anlauf och Lenck, som 1931 mördades av Mielke.

## Utmärkelser
- Hedersspänne av  Faderländska förtjänstorden,  1954
- Krigsorden "För förtjänster mot folk och faderland",  1954
- Faderländska förtjänstorden,  1954
- Karl-Marx-Orden,  1957
- Röda fanans orden,  1958
- Arbetets baner,  1960
- Artur Becker Medal in Gold,  8 februari 1961
- Arbetets hjälte, DDR,  1964
- Leninorden,  1973
- Oktoberrevolutionsorden,  1975
- DDR:s hjälte,  1975
- Artur Becker Medal in Gold,  28 december 1977
- Republiken Polens förtjänstorden,  1982
- Tjeckoslovakiens vänskapsorden,  17 december 1982[5]
- Sovjetunionens hjälte,  1987
- Medalj "Mongoliska folkrevolutionen 50 år"
- Patriotiska krigsorden av 1:a klass
- Ho Chi Minh-orden
- Medalj "För skydd av Sovjetunionens statsgräns"
- Jubileumsmedalj ”40-årsdagen av segern i det Stora Fäderneslandkriget 1941-1945”
- Medalj "För förstärkande av vapenbrödraskap"
- Scharnhorstorden

[Redigera Wikidata]